# Bernhard von Beskow
Bernhard von Beskow, född 22 april 1796 i Stockholm, död 17 oktober 1868, var en svensk friherre, hovman, författare och publicist. Han var ledamot av Svenska Akademien 1828–1868, stol nr 12.

## Familjebakgrund och studier
Beskow växte upp i ett förmöget köpmanshem som son till Bernhard Beskow och Anna Catharina Dalin och från 1822 gift med Magdalena af Wåhlberg. Hans första handledning var lämnad åt den glade skalden Jonas Magnus Stiernstolpe, varigenom han redan tidigt fick hågen riktad, utom åt bokliga studier, även åt vitterhet, musik och teckning. Efter att, enligt tidens sed, redan vid elva års ålder ha skrivits in som student vid Uppsala universitet, avlade han kansliexamen 1814, blev samma år tjänsteman i handels- och finansexpeditionen och 1815 kopist där samt följande år kanslist och 1818 protokollssekreterare.

## Litterär debut
Redan 1816 hade Beskow debuterat med poem i Wallmarks Journal. Valet av organ är betecknande, ty Beskows ursprungliga läggning och uppfostran var närmast akademiska. Hans sinne för det retoriska, formellt imponerande drog honom först till den äldre skolan och därefter till den tegnérska riktningen. Beskow var medlem i Götiska Förbundet.
1819–1820 företog Beskow en resa till Danmark, Tyskland, Schweiz och Italien samt gjorde därunder bekantskap med en rad författare, bland andra Oehlenschläger, med vilken han knöt ett vänskapsband för livet, Goethe, Tieck, Friedrich Schlegel, Grillparzer, Bonstetten med flera Redogörelsen för denna resa inflöt i olika tidskrifter och ingick i hans Vandrings-Minnen 
(1833–34).

## Genombrott
Efter hemkomsten inträdde Beskow, som under resan förlorat sin fader och blivit rik arvtagare, åter i tjänstgöring, men fortsatte tillika sin poetiska verksamhet och erövrade Svenska akademiens stora pris för det retoriska stycket "Sveriges anor". Dikten, som söker närma sig Esaias Tegnérs antitetiska och bildrika maner, blev åtskilliga år senare (1833) föremål för Runebergs nedgörande kritik.
Beskow rönte emellertid en rad av framgångar. 1822 gifte han sig med Malin Wåhlberg. Han blev 1825 förste expeditionssekreterare i kansliet och handsekreterare hos kronprinsen Oscar (I), upphöjdes 1826 i adligt stånd och blev 1827 kammarherre. Under sin andra stora utländska resa, 1827–1828, kallades han till ledamot av Svenska akademien efter statsrådet greve Wirsén. Vid denna tid vänder sig Beskow åt ett nytt diktområde, dramatiken, och blir den schillerska riktningens främste representant i vår dramatik.

## Dramatik
Beskows förstlingsarbete, Erik XIV (1827–28), utgör två särskilda stycken, av vilka det ena skildrar Eriks fall, det andra hans försoning. Närmast följde Hildegard (1836) med ämne från brytningstiden mellan hedendom och kristendom. Samma år utkom skådespelet Torkel Knutsson (uppfört 1862), skildrande Torkels öde, då han faller offer såsom medlare mellan stridande partier. Torkels skepnad är dock ganska ohistorisk, han är en reformator före reformationen, och hans åskådningssätt företer släktskap med den schillerska typen för 1700-talets trosfrihet, markis Posa, av vilken han är en litterär ättling. Som fortsättning på Torkel Knutsson skrev Beskow det andra folkungadramat: Kung Birger och hans ätt (1837).
I Gustaf Adolf i Tyskland (1838) lämnade Beskow en dramatiserad tidsmålning av Gustav II Adolfs uppträdande i trettioåriga kriget. Beskow skrev också libretton till en opera, Ryno eller den vandrande, riddaren (1834), med musik av Eduard Brendler och dåvarande kronprinsen Oskar. Spelåret 1831–32 var Beskow chef för hovkapellet och kungliga teatern, ett uppdrag, som han skötte insiktsfullt och oegennyttigt, men vars många förtretligheter verkade uppslitande på hans nerver, så att han måste nedlägga ämbetet efter endast ett spelår.

## Ledamotskap av akademien och publicistisk verksamhet
Efter att ha frånträtt denna befattning blev Beskow 1832 hovmarskalk, lämnade därefter tjänstemannabanan och utsågs 1834 till Svenska akademiens ständige sekreterare efter Franzén.
Beskow utövade under dessa år en omfattande publicistisk verksamhet. Redan 1823 författade han en stridsskrift mot Argus; åren 1828–30 var han en flitig medarbetare i den av Rydqvist utgivna tidningen Heimdall, och han lämnade även bidrag till andra tidningar och tidskrifter. Efter frånträdandet av chefskapet för teatern råkade han i strid med Anders Lindeberg, som skarpt angripit hans direktörskap, och utgav den gäckande och hänsynslösa pamfletten Flugsmällan (1833), som gisslade Lindebergs litterära verksamhet samt offentliga och enskilda personlighet. Då Lindeberg åtalade skriften, lät Beskow inlämna namnsedel, som angav sufflören Wessling såsom skriftens författare, och han fortsatte i dennes namn under rättegången sin skarpa polemik mot Lindeberg.
Hans senare publicistiska verksamhet var mera rent politisk i de konservativa och monarkiska idéernas tjänst, och han författade flera av denna sidas stridsskrifter. Sålunda utgav han efter de crusenstolpeska oroligheterna Dagens händelser bedömda af en landtman (1838), vilken följdes av Upplösning är icke upplysning (1839), Har Sverige publicitet och publicister? (2 häften, s. å.), Den irrande publicisten (1840) samt det dramatiserade tidningsäventyret Papperskråkorna (samma år). Samtidigt härmed blev Beskow, som förut stått Askelöfs Svenska Minerva nära, en av det nya konservativa organet Svenska biets främjare och medarbetare samt torde till detsamma ha lämnat många, alltid anonyma bidrag, då det gällde att försvara Karl Johans regim och angripa den dåtida liberalismen. Genom denna hållning kom Beskow i stor nåd hos den gamle kungen, som vid sin jubelfest 1843 tilldelade honom friherretiteln, men däremot i ett mera främmande förhållande till den liberale kronprinsen, Oscar (I).

## Senare karriär
Efter Oscar I:s tronbestigning drog sig Beskow tillbaka från det politiska livet och ägnade sig alltmera uteslutande åt sin akademiska verksamhet. Under den första tiden av sitt sekretariat hade han visserligen att utkämpa strider med bisittare (såsom Gustaf Lagerbielke och andra), men allt som tiden gick, blev hans ledarskap i akademien alltmera erkänt. Hans verksamhet såsom sekreterare var präglad av intresse för alla akademiens olika angelägenheter (minnesteckningar, ordboksarbete, prisutdelningar, inval), och han ådagalade tillika en anmärkningsvärd fördomsfrihet och fördragsamhet mot skilda vittra riktningar (mindre kanske mot politiska motståndare).
En särskild uppgift fann Beskow i författandet av minnesteckningar och utövade på detta område en rik och omfattande verksamhet. Han författade inledande levnadsteckningar och litterära karakteristiker till Stiernstolpes, Wallins, Valerius och Lings samlade arbeten samt höll minnestal och gravtal över Anders Fredrik Skjöldebrand, Axel Arvid Raab, Carl Gustaf von Brinkman, Mathias Rosenblad, Jöns Jacob Berzelius med flera.
Märkligast är dock de minnesteckningar han offentliggjort i Svenska akademiens handlingar över Gustaf Fredrik von Rosen (1850), Samuel Åkerhielm (1851), Lars Kagg (1853), Fabian Wrede (1854), Bengt Erland Fogelberg (1855), Urban Hjärne (1856), Johan Gyllenstierna (1857), Emanuel Swedenborg (1858), Torbern Bergman (1859), Carl Bernhard Wadström (1860), Carl Gustaf af Leopold (1861), Carl Christoffer Gjörwell (1862), Carl Gustaf Tessin (1864) och Swen Lagerberg (1865), vartill kommer minnesteckningen över Görtz (1867) samt hans i Vitterhets-, historie- och antikvitetsakademiens handlingar offentliggjorda litteraturhistoriska utkast över Carl August Ehrensvärds konstfilosofi (prisbelönt 1834, tryckt 1842), med ganska rika konsthistoriska meddelanden. Ett antal av sina levnadsteckningar samlade Beskow under titeln Minnesbilder (2 delar, 1860–66).
Under sin studietid i Uppsala fick han privatundervisning i teckning av Johan Ahlberg men han nådde bara en bit övrer det som då kallades diletantstadiet. Han tecknade främst porträtt. Han är representerad med fyra porträtt och några kostymskisser vid Nationalmuseum.

## Eftermäle

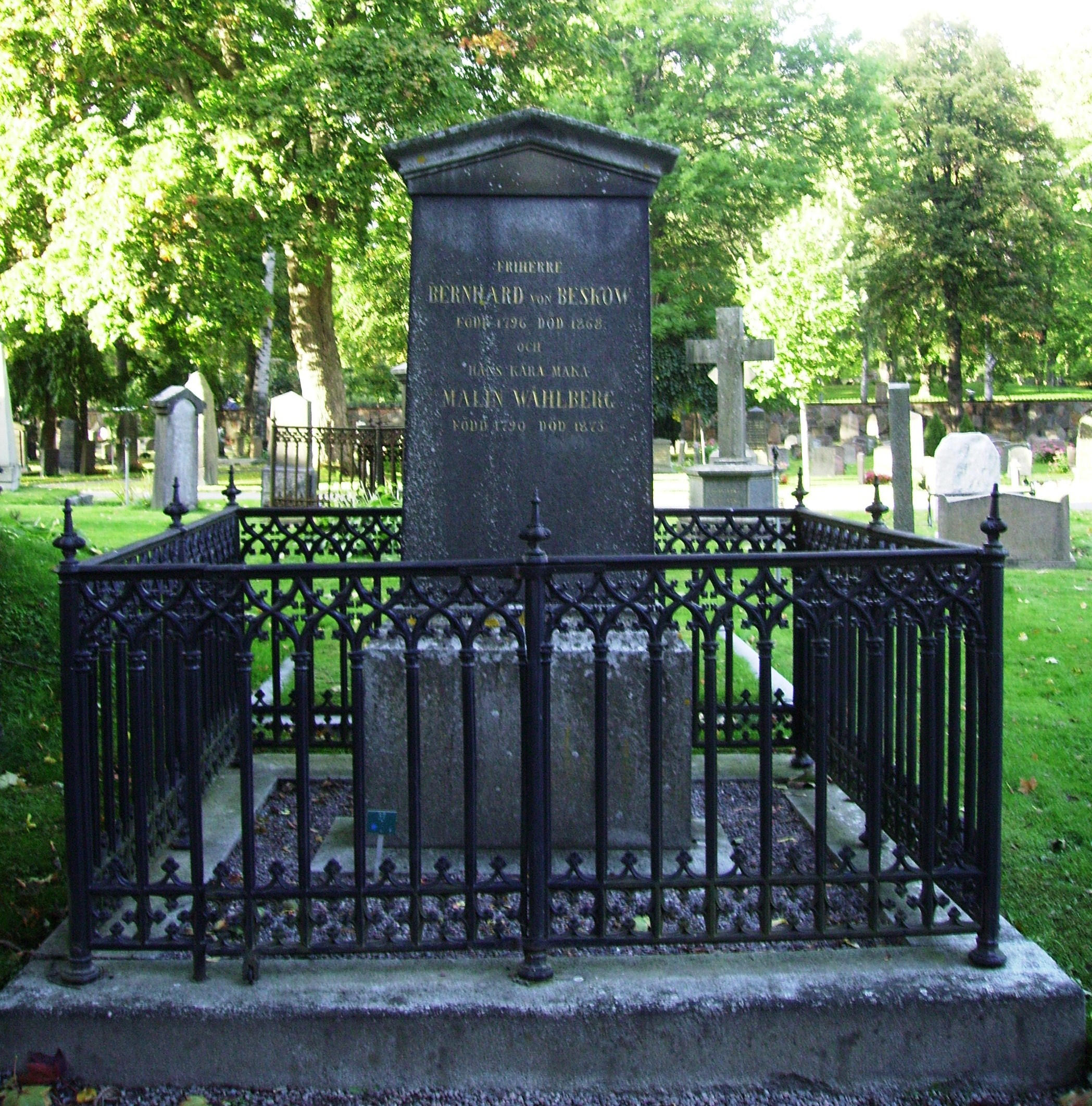
Bernhard von Beskows gravvård på Solna kyrkogård.

Beskow är i viss mån den siste äreminnesförfattaren i gammal mening; han gjorde vyerna vidare än hans gustavianska föregångare och grundade sina minnesteckningar ofta nog på en omfattande forskning; men såväl det konstfullt utarbetade, vältaliga språket som framför allt den starkt panegyriska anläggningen göra honom till en äreminnesförfattare enligt äldre tiders uppfattning; Rydqvist anmärker, att "bilden blef honom under målningen alltmera kär, så att han liksom Pygmalion slutligen förälskade sig i sin egen skapelse af marmor".
Detta målande i ljusa färger och denna benägenhet att blunda för eller urskulda föremålens svaga sidor framträda också i hans historiska skildringar över Gustav III som kung och människa (påbörjad 1859; sista delen oavslutad och tryckt 1869 efter hans död) och Karl XII i Alt-Ranstädt (1865), vilken närmast var framkallad av Fryxells skildring.
Han framdrog emellertid som sina hjältars försvarsadvokat många inlägg till deras friande inför historiens domstol. Samma förtjänster och brister utmärker hans litteraturhistoriska skildringar, som den utförliga äreräddningen av Leopold och den postumt utgivna skriften Om den estetiska betydelsen af Thorilds strid emot Kellgren och Leopold, i vilka han med entusiasm, men även med ensidighet hävdar den akademiska sidans rätt mot nyhetsmakarna.
I Svenska akademiens handlingar offentliggjorde han också sin populärfilosofiska skrift Om själens helsa (1857). Han påbörjade dessutom sin egen självbiografi, Lefnadsminnen (tryckt 1870). Beskow utövade ett i många avseenden storartat mecenatskap mot skriftställare och konstnärer, och han visade sig själv besinna de ord han en gång uttalat: "När skola en gång nordens store, såsom deras likar i andra länder, anse det hedrande att vårda och uppmuntra unga snillen?"
Hedersbevisningar av mångfaldiga slag kom honom till del, däribland hedersdoktorat i Uppsala (1842), överstekammarjunkartiteln och serafimerbandet (1861), ledamotskap av åtskilliga utländska akademier och lärda samfund samt av Musikaliska akademien 1829 och av Kungliga Vetenskapsakademien 1836 liksom hedersledamotskap av Vitterhets-, historie- och antikvitetsakademien 1834 och av Konstakademien 1837. År 1868, natten mellan 17 och 18 okt., avled han stilla. Han skänkte betydande summor av sin förmögenhet till de samfund och institutioner, som vårdade de litterära, vetenskapliga och konstnärliga idrotter, för vilka han i livet intresserat sig; särskilt Svenska akademien har mycket att tacka honom för.

## Adelskap
Bernhard von Beskow adlades 1826 och fick då adelsprefixet "von" tillagt till sitt tidigare namn. Han blev friherre 1843. Hans äktenskap, ingånget 1822, var emellertid barnlöst, och namnet "von Beskow" kom därför bara att bäras av honom själv och av hans hustru.
Släktnamnet Beskow fördes dock vidare av hans brorsöner, bland vilka märks Fritz Beskow, Gustaf Emanuel Beskow, Theodor Beskow och Wilhelm Beskow.